# Bisbat d'Estocolm
El bisbat d'Estocolm (suec:  Stockholms katolska stift, llatí: Dioecesis Holmiensis) és una seu de l'Església Catòlica a Suècia, immediatament subjecta a la Santa Seu. Al 2014 tenia 106.873 batejats sobre una població de 9.651.531 habitants. Actualment està regida pel bisbe Anders Arborelius, O.C.D.. És l'única diòcesi catòlica establerta a Suècia d'ençà de la Reforma Protestant.

## Territori
La diòcesi comprèn tota Suècia.
La seu episcopal és la ciutat d'Estocolm, on es troba la catedral de Sant Èric.
El territori s'estén sobre 450.00 km², i està dividit en 44 parròquies.

## Història
Entre 1521 i 1550 acabaren els episcopats dels darrers bisbes catòlics a Suècia i Finlàndia. A partir d'aquell moment, el luteranisme prevaldria a la regió, així com a l'Escània danesa, que posteriorment esdevindria part de Suècia.
El 1582 els pocs catòlics que quedaven a Suècia i, en general, on fos del nord d'Europa quedaren sota la jurisdicció del nunci papal a Colònia. La Congregació de Propaganda Fide, en ser creada el 1622, s'ocupà de l'immens camp missioner que, en la seva tercera sessió, quedà dividit entre el nunci de Brussel·les (pels catòlics a Noruega i Dinamarca), el nunci a Colònia (la major part del nord d'Alemanya) i el nunci a Polònia (Suècia-Finlàndia i Mecklenburg).
El 1688 Suècia passà a dependre del Vicariat apostòlic de les Missions del Nord. Els bisbes de Paderborn actuaven com a administradors del vicariat apostòlic. Quan s'establí una nova jurisdicció missionera catòlica, no es creà cap seu episcopal, sinó que el 1781 es creà la "prefectura apostòlica de Suècia", creada a partir de parts de les Missions Nòrdiques, i comprenent llavors Suècia i Finlàndia.
El vicariat apostòlic de Suècia va ser erigit el 23 de setembre de 1783, prenent el territori del vicariat apostòlic de les Missions Septentrionals, amb seu a Estocolm, la capital sueca. El vicariat apostòlic d Suècia incloïa Finlàndia entre 1783 i 1809 (llavors passà a l'arquebisbat de Mohilev), les regions meridionals de Noruega (1834-1868), i la regió àrtica noruega entre 1834-55, quan passà a ser la Prefectura apostòlica del Pol Nord.
El 7 d'agost de 1868 cedí una porció del seu territori a benefici de l'erecció de la missió sui iuris de Noruega (avui bisbat d'Oslo).
El 29 de juny de 1953, en virtut de la butlla Profecit valde del Papa Pius XII, el vicariat apostòlic va ser elevat al rang de diòcesi, assumint el nom actual.
La diòcesi va rebre les visites papals de Joan Pau II al juny de 1989 i del Papa Francesc a l'octubre-novembre de 2016, amb motiu del cinquè centenari de la Reforma luterana.
El 21 de maig de 2017, en acabar el Regina Cœli, el Papa Francesc anuncià que el bisbe d'Estocolm, Anders Arborelius, seria creat cardenal, esdevenint així el primer suec en ser-ho, al consistori a celebrar el 28 de juny següent.

## Cronologia episcopal
- Nikolaus Oster † (30 de setembre de 1783 - 1790)
- Rafael d'Ossery † (1790 - 1795)
- Paolo Moretti † (1795 - 1804)
- Jean Baptiste Gridaine † (1805 - 4 de gener de 1832 mort)
- Jakob Laurentz Studach † (10 d'agost de 1833 - 9 de maig de 1873 mort)
- Johan Georg Huber † (1 de setembre de 1874 - 25 de març de 1886 mort)
- Albert Bitter † (27 de juliol de 1886 - 9 d'octubre de 1922 jubilat)
- Johann Evangelist Müller † (9 d'octubre de 1922 - 1 d'agost de 1957 jubilat)
- Knut Ansgar Nelson, O.S.B. † (1 d'octubre de 1957 - 2 de juliol de 1962 renuncià)
- John Edward Taylor, O.M.I. † (2 de juliol de 1962 - 3 de juny de 1976 renuncià)
- Hubert Brandenburg † (21 de novembre de 1977 - 17 de novembre de 1998 jubilat)
- Anders Arborelius, O.C.D., dal 17 de novembre de 1998

## Estadístiques
A finals del 2014, la diòcesi tenia 106.873 batejats sobre una població de 9.651.531 persones, equivalent a l'1,1% del total.
| any  | població | població  | població | sacerdots | sacerdots       | sacerdots       | sacerdots             | diaques | religiosos | religiosos | parròquies |
| ---- | -------- | --------- | -------- | --------- | --------------- | --------------- | --------------------- | ------- | ---------- | ---------- | ---------- |
| any  | batejats | total     | %        | total     | clergat secular | clergat regular | batejats por sacerdot | diaques | homes      | dones      |            |
| 1949 | 14.272   | 6.500.000 | 0,2      | 45        | 24              | 21              | 317                   |         | 26         | 135        | 11         |
| 1969 | 49.471   | 7.843.088 | 0,6      | 80        | 11              | 69              | 618                   |         | 76         | 205        | 23         |
| 1980 | 91.856   | 8.304.040 | 1,1      | 99        | 31              | 68              | 927                   |         | 76         | 235        | 30         |
| 1990 | 140.120  | 8.526.263 | 1,6      | 110       | 50              | 60              | 1.273                 | 11      | 74         | 244        | 37         |
| 1999 | 163.221  | 8.854.322 | 1,8      | 131       | 64              | 67              | 1.245                 | 15      | 83         | 236        | 38         |
| 2000 | 158.088  | 8.861.426 | 1,8      | 134       | 67              | 67              | 1.179                 | 15      | 89         | 230        | 40         |
| 2001 | 92.291   | 8.884.193 | 1,0      | 146       | 70              | 76              | 632                   | 16      | 98         | 236        | 40         |
| 2002 | 144.043  | 8.909.128 | 1,6      | 145       | 69              | 76              | 993                   | 14      | 97         | 225        | 40         |
| 2003 | 144.000  | 9.840.788 | 1,5      | 149       | 71              | 78              | 966                   | 21      | 102        | 222        | 40         |
| 2004 | 144.000  | 8.977.418 | 1,6      | 151       | 73              | 78              | 953                   | 23      | 96         | 215        | 41         |
| 2010 | 141.306  | 9.340.000 | 1,5      | 156       | 76              | 80              | 905                   | 20      | 94         | 182        | 43         |
| 2014 | 106.873  | 9.651.531 | 1,1      | 159       | 78              | 81              | 672                   | 31      | 96         | 173        | 44         |